# Torrox
Torrox es un municipio y localidad de España, en la provincia de Málaga, comunidad autónoma de Andalucía. Está situado en la Costa del Sol Oriental, a orillas del mar Mediterráneo y al pie de la Sierra de Almijara a unos 42 kilómetros de distancia de Málaga capital. Es la cabeza del partido judicial que lleva su nombre y uno de los municipios que conforman la comarca de la Axarquía y la Mancomunidad de Municipios de la Costa del Sol-Axarquía.
Su término municipal tiene una superficie 50 km² que se extienden por el valle del río homónimo, y una población de 18.937 habitantes, según el censo del INE de 2021. Esta se distribuye en dos núcleos diferenciados; el antiguo núcleo de Torrox, situado en el interior, y Torrox Costa, situado en el litoral, donde se encuentra la mayor parte de la población. Cabe mencionar que alberga a una de las mayores colonias de residentes alemanes de España. 
Debido a sus playas e infraestructura turística es un lugar muy transitado durante los meses de verano. Los terrenos agrícolas son de una elevada productividad gracias al microclima subtropical de la zona, que permite el cultivo de frutas tropicales como el aguacate, la chirimoya, el mango o el níspero, que se suman a la producción de hortalizas y plantas ornamentales bajo plástico. 
Se cree que los orígenes del Torrox están en una ciudad-factoría romana probablemente llamada Caviclum. Los árabes impulsaron la plantación de los árboles de la morera, convirtiendo a Torrox en un centro de la industria de la seda, que atendía la demanda de los mercados de Málaga y Granada, donde era muy apreciada. Tras la conquista castellana sufrió las consecuencias de la rebelión de los moriscos, la expulsión de estos y las siguientes repoblaciones. 
Los límites de la localidad son:
- Oeste: Vélez-Málaga
- Este: Nerja
- Norte: Cómpeta
- Sur: Mar Mediterráneo

Torrox es accesible a través de la Autovía del Mediterráneo.

## Toponimia
El nombre de Torrox parece proceder del nombre que tuvo en la época andalusí, طرش (Turrush), que a su vez podría ser una arabización de un nombre romance anterior, con el significado de «torre». Al igual que Albox, Axarquía o Guadix, la x en Torrox se pronuncia como j (fricativa velar sorda).

## Geografía

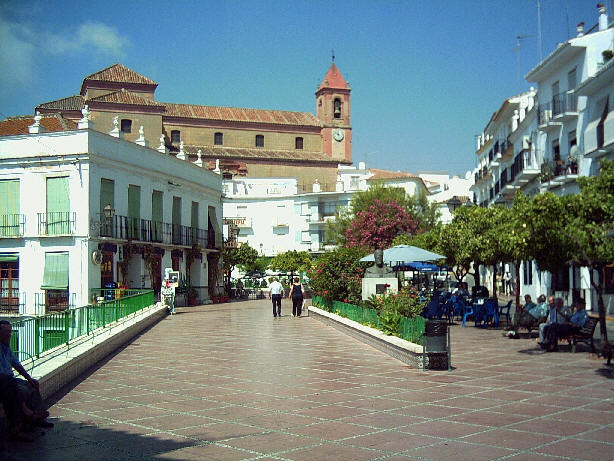
Plaza de la Constitución.

Las tierras de Torrox se extienden en su mayor parte por el valle del río de su mismo nombre. En el extremo norte se estrechan con el valle flanqueado por los montes Coscoja (545 m s. n. m.) y la Rávita de Torrox (696 m s. n. m.), que marcan el techo del municipio, pero al salir de los dominios de la Loma de la Rávita el término municipal se ensancha para extenderse por otras dos cuencas: la de río Seco, al este y la del arroyo del Manzano, al oeste, separada la primera del río Torrox por los cerros Gordo y Pastora y la segunda por las lomas de Palagares y la Dehesa.
Los fondos de los valles generalmente están cubiertos por huertas que ofrecen un fuerte contraste con las laderas del entorno, ocupadas por olivos y viñas, cuando no por matorrales y pastizales. La zonas de cultivos tradicionales se alternan con viviendas diseminadas y zonas de cultivo de subtropicales y cultivos forzados mediante invernaderos, formando una panorámica “extraña” en el que los plásticos de los invernaderos conviven con antiguos cultivos, monte bajo, zonas de campo de golf y zonas hoteleras y residenciales.
El clima de Torrox es mediterráneo, con veranos secos y de temperaturas que rara vez exceden de los 30 °C e inviernos templados. Las lluvias, como en el resto de la Andalucía Oriental, son escasas tanto en días de lluvia por año como en el acumulado de precipitaciones que presentan una media de 500 mm. 

### Situación
El municipio limita al norte con el municipio de Cómpeta, del que le separa 14 km. Al noreste, con el municipio de Frigiliana. Al este, con el municipio de Nerja, del que le dista menos de 10 km. Al sur, con el mar Mediterráneo. Al oeste limita con el exclave veleño de Lagos y con el municipio de Sayalonga.
| Noroeste: Cómpeta               | Norte: Cómpeta        | Noreste: Frigiliana       |
| Oeste: Vélez-Málaga y Sayalonga |                       | Este: Frigiliana y Nerja  |
| Suroeste Mar Mediterráneo       | Sur: Mar Mediterráneo | Sureste: Mar Mediterráneo |

### Clima
La cercanía de la sierra de Almijara, así como el mar mediterráneo, hacen que las temperaturas en Torrox sean moderadas tanto en invierno como en verano. La temperatura media anual se encuentra en 18,2 °C, no habiendo grandes desigualdades entre invierno y verano, alcanzando matices subtropicales. 
Las principales diferencias zonales del clima de Torrox se deben al relieve y a la proximidad del mar. El punto septentrional de Torrox se encuentra a 36º 49´ 00´´ mientras que el más meridional, la punta de Torrox, se sitúa en los 36º 43´ 30´´. Estas bajas latitudes se incluyen dentro del área de mayor insolación de la península ibérica. De hecho Torrox cuenta con unas 2900 h de sol al año.
Dentro de la circulación general atmosférica es el anticiclón de las Azores el principal centro de acción que le afecta. En verano, momento de mayor intensidad, trae aparejadas altas temperaturas y escasas lluvias. En invierno, por el contrario, al encontrarse más retirado del municipio deja paso a las borrascas atlánticas.
En cuanto a las masas de aire, tienen mayor importancia las tropicales: la tropical continental africana y la tropical marítima, esta última emitida por las Azores. Las masas de aire polares y/o árticas ocupan un segundo plano. La maritimidad en Torrox es un fenómeno bastante acusado que propicia temperaturas suaves a lo largo de todo el año. En la Axarquía, en general, y en Torrox, en particular, predominan las solanas. Las áreas de solana corresponden a las laderas interiores de las lomas de los Ortices, la Rávita, Antonio Pérez y la Coscoja y a las laderas litorales. Por su parte las áreas de umbría se localizarían en la mitad Occidental del municipio, especialmente entre el collado del Meli y Cerro Gordo.

## Historia

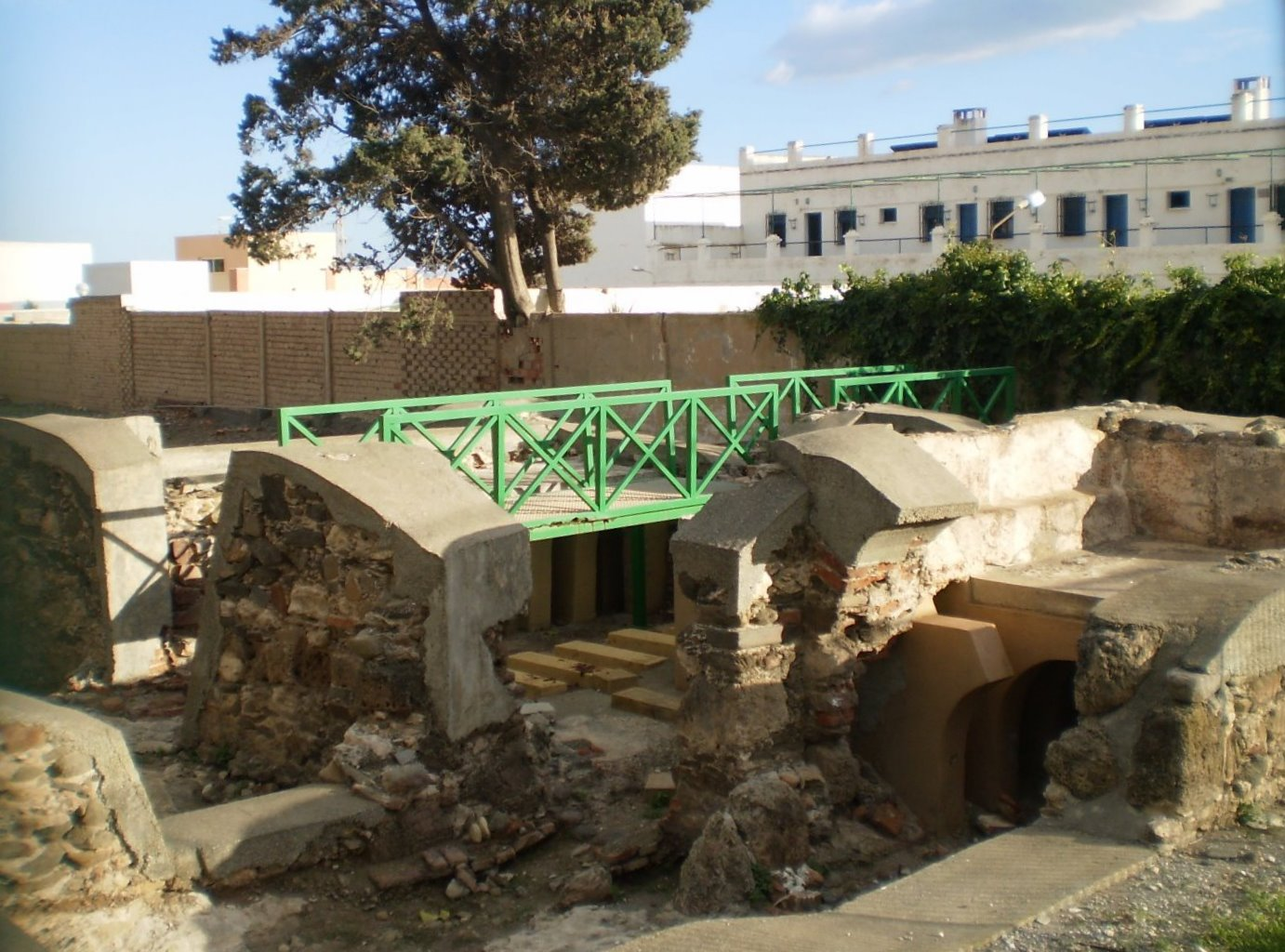
Termas romanas de Torrox.

### Edad Antigua
En la margen derecha de la desembocadura del río Torrox, justo en los alrededores del faro, fue localizada una ciudad-factoría romana que tuvo su apogeo en los siglos I-IV y que se cree que es la que da origen al pueblo primitivo. 
Con anterioridad a los romanos, los fenicios se asentaron por estos lares como en otros puntos de la costa malagueña, según atestiguan cuantos investigadores han indagado sobre su presencia en España. El descubrimiento de esta ciudad-factoría romana, cuyo nombre se afirma que fue Caviclum, se debe al torrero del faro Tomás García Ruiz. 
Los romanos desarrollaron la industria de la conserva del pescado, destacando el célebre gárum (salsa a base de vísceras de pescado seco) que se exportaba a Roma, donde era tan apreciado.
Durante el siglo IV al VIII fue ocupada por los visigodos pasando a llamarse Ciudad de Arcos.

### Edad Media
En el siglo VIII penetran a la Península los musulmanes. En el año 755 se establece en Torrox el príncipe Omeya Abderramán, de aquí parte con sus seguidores hacia Córdoba, donde fundaría el Emirato independiente. 
Pero el pueblo de Torrox, especialmente los mozárabes (población nativa no integrada en la religión mahometana, generalmente hispano-visigodos), estaban descontentos. Este malestar le hizo unirse, a finales del siglo IX, a la sublevación conocida históricamente como la de los mozárabes, que encabezó Omar ibn Hafsún contra el califato cordobés. El califa Abderramán III puso sitio al castillo de Torrox en el 914, derrotó y apresó a todos los rebeldes y quemó las naves que acudieron a la costa en ayuda de los sitiados. Cuentan las crónicas que los que no murieron en el asalto al castillo fueron decapitados y sus cabezas enviadas a Córdoba. Torrox quedó así despoblado de mozárabes. En el siglo XI surgió una población completamente musulmana que formaba parte de la taha de Frigiliana. 
Durante la época nazarita, siglos XIV y XV, se deja sentir la influencia de estos por la actividad que le imprimen a la industria de la seda, que extienden por toda la comarca e impulsan la plantación de los árboles de la morera. Torrox se convierte así en el centro recolector de seda que, una vez elaborada, atendía la demanda exportadora y los mercados de Málaga y Granada, donde era muy apreciada. Los nazaritas también fomentaron la producción de frutos secos y la caña de azúcar, llegando a existir tres molturadoras de esta última en el término. Se especula con que el caudillo llamado popularmente como Almanzor naciera en Torrox.

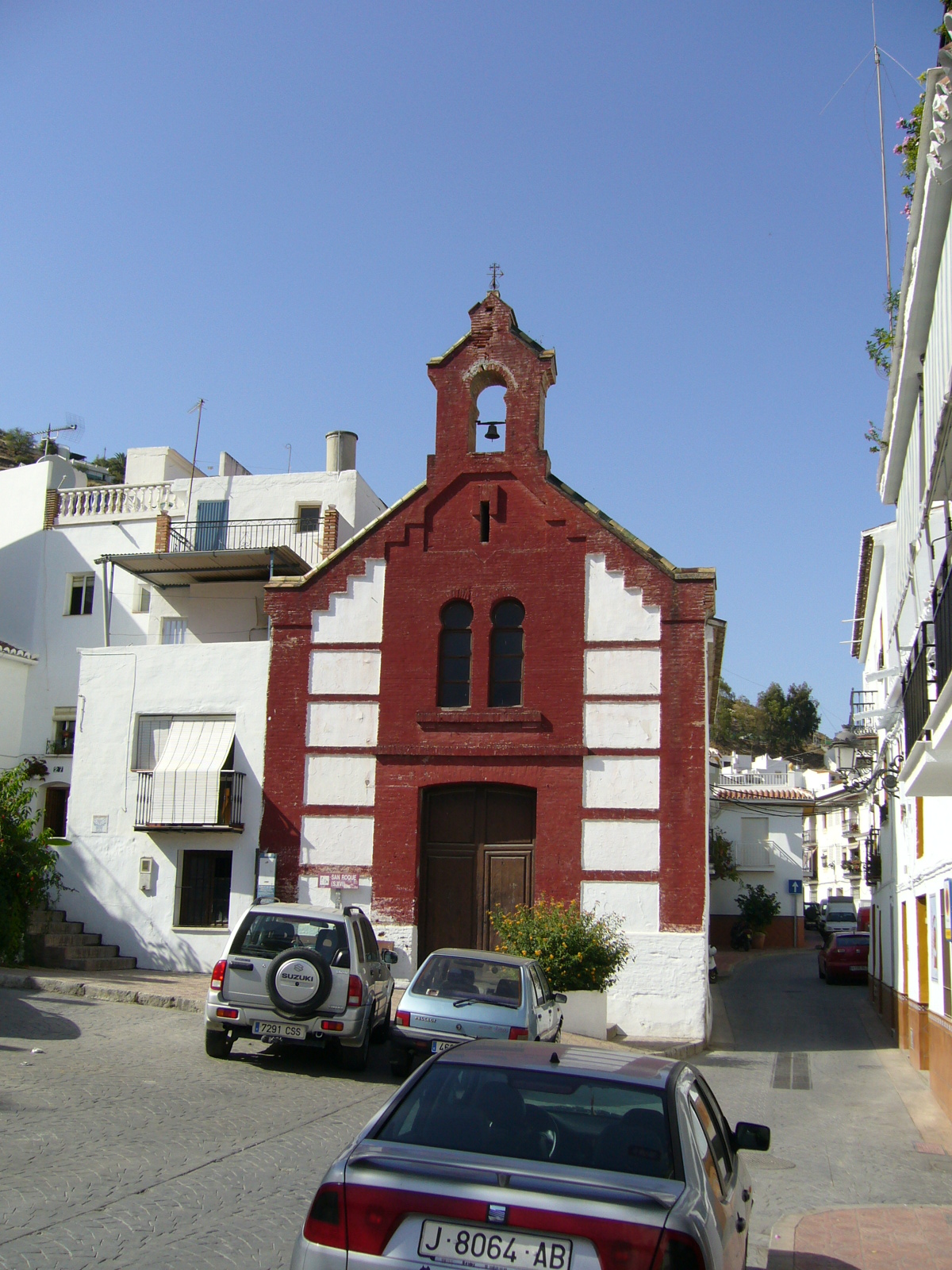
Iglesia o ermita de San Roque.

### Edad Moderna
Torrox fue reconquistada por los Reyes Católicos el 29 de abril de 1487, tras la toma de Vélez-Málaga, pero la victoria no se consolidó hasta el año siguiente. Torrox, junto a Nerja, fue reconquistada por El Zagal un año después en lo que puede considerarse como una hazaña efímera. Las tropas cristianas volvieron a recuperar la villa casi de inmediato en el año 1488.
A partir de ese momento el territorio se ve sometido a un progresivo despoblamiento motivado por la huida de sus habitantes moriscos, que abandonan sus tierras ante las difíciles condiciones de vida que les imponen los nuevos gobernantes. Los Reyes Católicos otorgaron el título de Muy noble y muy leal villa a Torrox y, en 1503, una real cédula de Isabel I autorizó la construcción de una torre en su término para proteger la costa de los ataques de los piratas berberiscos. Igual que en los restantes pueblos de la Axarquía, Torrox sufrió las consecuencias de la rebelión de los moriscos, la expulsión de estos y las siguientes repoblaciones. De 1568 hay registro de un trapiche azucarero llamado San Rafael o de Abajo. 
A finales del siglo XVIII el Catastro de la Ensenada señalaba que el 82 por ciento de los cultivos de Torrox correspondían a la caña de azúcar. En 1764 Miguel de Gijón adquirió los dos ingenios existentes en Torrox y los dotó de maquinaria importada e innovaciones técnicas. En 1779 su propiedad pasó a Tomás Quilty de Valois, pasó a alimentar sus calderas y horno con carbón importado, obteniendo una producción de alta calidad tanto de azúcar como de ron destilada de su melaza, hasta 1820 en que cesó su actividad. Torrox se vio afectado por de fiebre amarilla que azotó Málaga a principios del siglo XIX y sufrió los estragos de la invasión napoleónica (1810-1812), cuyas tropas utilizaron el castillo árabe como fortín y después lo hicieron volar durante su retirada. En 1847, durante el auge de la industria azucarera de Andalucía, el industrial y político Francisco Javier de León y Quilty modernizó el Ingenio San Rafael y en 1854 lo vendió a la familia Larios de burgueses malagueños.

### Edad Contemporánea
Dos terremotos sucesivos que asolaron la comarca a finales de 1884 y principios de 1885, cuyo epicentro se localizó en arenas del rey. provocaron daños en el término municipal de Torrox. En el pueblo se cuenta que, según han transmitido testigos del desastre, las aguas de la mar bajaron su nivel y los pescadores observaron cómo los peces huían mar adentro. 
En la villa de Torrox se encuentra la primera biblioteca pública de la provincia de Málaga. Es fundada el 11 de octubre de 1872 como biblioteca popular adscrita a la Escuela de instrucción del municipio. Su primer director fue su maestro.
Durante los días 10 al 20 de enero de 1885, Alfonso XII visitó la zona afectada. La noche antes de su partida, el 19 de enero del año citado, se hospedó en Torrox, en la actual casa de la Hoya, propiedad de Don José De Sevilla.

## Geografía humana

### Demografía
Cuenta con una población de 21 583 habitantes (INE 2024).
| Gráfica de evolución demográfica de Torrox entre 1842 y 2021                                                          |
| |
| Población de derecho según los censos de población del INE. Población de hecho según los censos de población del INE. |

| Nacionalidad | Hombres | Mujeres | Total  | %     | Proporción |
| ------------ | ------- | ------- | ------ | ----- | ---------- |
| Española     | 6307    | 6236    | 12 543 | 62.7% |            |
| Extranjera   | 3737    | 3717    | 7454   | 37.2% |            |

| Núcleos      | Habitantes (2022) |
| ------------ | ----------------- |
| Torrox       | 7131              |
| Torrox Costa | 12661             |
| Huit         | 205               |
| Total        | 19997             |

### Núcleos de población

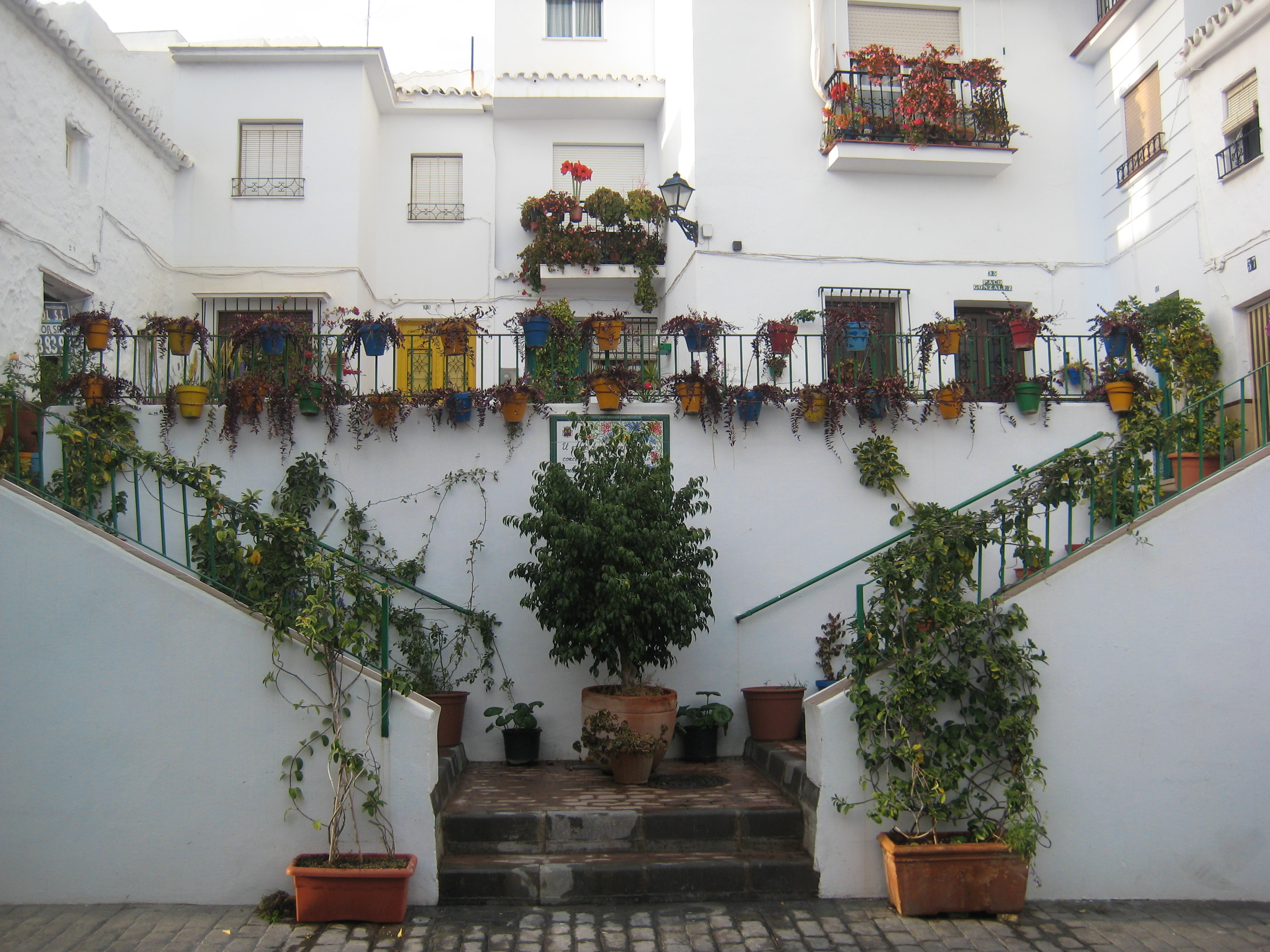
Calle típica.

El municipio de Torrox consta de dos núcleos de población diferenciados; Torrox (al interior), que es la zona más antigua, compuesta básicamente por el casco histórico y Torrox Costa, algunos barrios de más reciente construcción, como La Rabitilla, La Trocha, Torrox Park. En la costa destacan diferentes barriadas: Güi, Santa Rosa, San Daniel, El Morche, Los Llanos, La Carraca, Laguna Beach, Generación del 27, Costa del Oro, Castillo Bajo Conejito (El Faro), El Peñoncillo o Torrox-Park; todas ellas zonas turísticas y residenciales que han experimentado un fuerte crecimiento en los últimos años donde se encuentra la mayor parte de la población.
Con mayor tradición se encuentra Castillo Bajo Conejito, centro neurálgico de Torrox Costa, donde se sitúa el Faro con su necrópolis romana y el inicio del paseo marítimo, conformada en su origen por una urbanización de grandes edificaciones y espacios ajardinados de los años 70. El Morche y El Peñoncillo estaba constituido por las viviendas de pescadores y otras de familias dedicadas a la agricultura tradicional y luego intensiva extratemprana. Actualmente, Torrox Costa, por sus playas y el ambiente veraniego es un destino predilecto del turismo nacional que visita Torrox.
Es también reseñable el fenómeno que se ha venido produciendo desde finales de los años 80 en los montes de Torrox; una intensa parcelación de las fincas rurales, muchas de las cuales han sido adquiridas por ciudadanos europeos, principalmente británicos, que componen un importante colectivo que reside en la zona durante una gran parte del año aprovechando la bonanza del clima.

### Economía

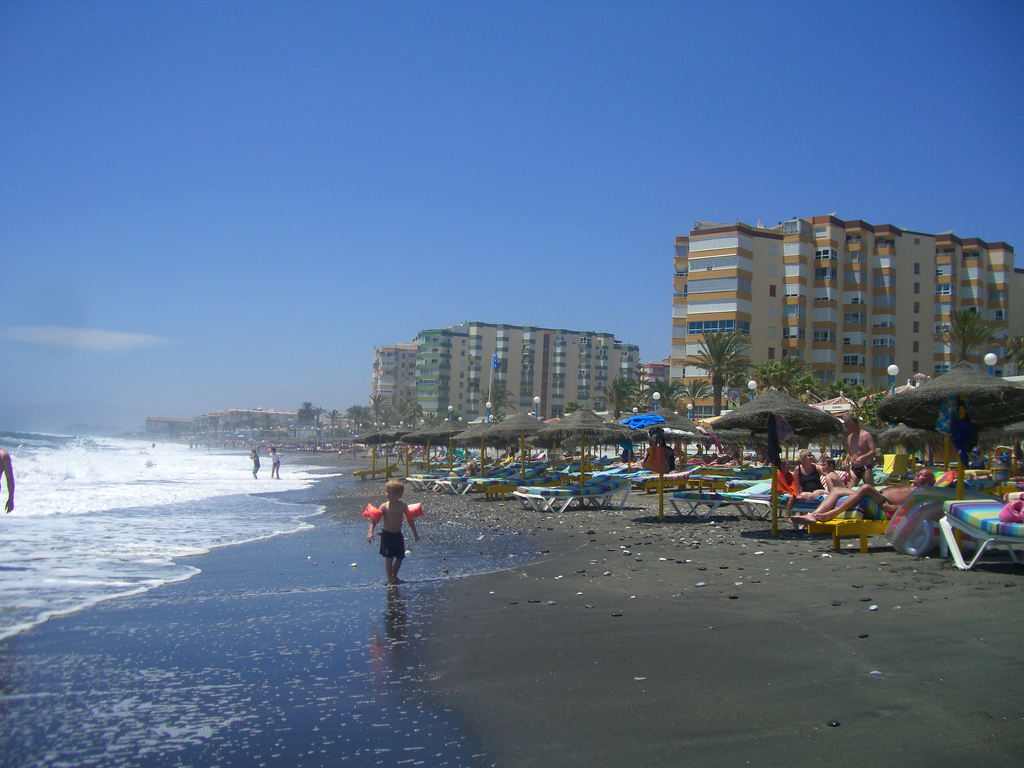
Playa de Torrox Costa.

Torrox es un municipio cuyos principales recursos económicos se basan en el turismo, la agricultura y en los últimos años había experimentado un gran "boom" en el sector de la construcción, al igual que otros municipios de la zona. La gente del lugar ha trabajado la tierra durante siglos, dedicándose principalmente a la vid, el olivo y el almendro, aunque en la actualidad el tipo de cultivo se ha diversificado dando paso a los cultivos tropicales, tales como aguacates, chirimoyas, mangos, nísperos,... cuyo desarrollo se ve favorecido por el clima subtropical de la zona, y a los productos hortícolas, ornamentales y bajo plástico. 
El municipio tiene un total de 1668 ha cultivadas, distribuidas de la siguiente forma: cultivos herbáceos (325 ha), cultivos frutales (491 ha), cultivos de olivar (692 ha), cultivo viñedo (160 ha).
La economía fundamental se basa en la venta y alquiler de inmuebles para vacaciones o segundas residencias. El sector construcción, servicios, administración y otros sectores complementarios ocupan la mayor parte de la población. En sensible regresión se encuentra la agricultura, que actualmente están, en gran medida, dependiendo del trabajo de los inmigrantes.

#### Evolución de la deuda viva municipal
El concepto de deuda viva contempla sólo las deudas con cajas y bancos relativas a créditos financieros, valores de renta fija y préstamos o créditos transferidos a terceros, excluyéndose, por tanto, la deuda comercial.
| Gráfica de evolución de la deuda viva del Ayuntamiento de Torrox entre 2008 y 2023                |
|                                                                                                   |
| Deuda viva del Ayuntamiento de Torrox, en miles de euros, según datos del Ministerio de Hacienda. |

### Transporte y comunicaciones
- Por carretera: carretera N-340 y Autovía del Mediterráneo.
- Por avión: el aeropuerto más cercano es el Aeropuerto Internacional Pablo Ruiz Picasso (Málaga), a 55 km.
- Por tren: la estación más próxima es la Estación de Málaga-María Zambrano de Málaga, a 51 km.
- Paradas de autobús en Torrox y Torrox-Costa.

#### Autobuses urbanos
El servicio de Autobuses Urbanos de Torrox está compuesto por dos líneas, que realizan los siguientes recorridos:
- L1: Torrox – Torrox Costa – El Morche.
- L2: Torrox – El Morche – Torrox Park (sólo laborables).

#### Autobuses interurbanos
Torrox no está integrado formalmente en el Consorcio de Transporte Metropolitano del Área de Málaga, aunque la siguiente línea de autobús interurbano opera en su territorio:
| Línea | Trayecto                                | Recorrido y Horarios | Plano de Líneas |
| ----- | --------------------------------------- | -------------------- | --------------- |
| M-363 | Málaga-Torrox (por Torre de Benagalbón) | Recorrido y Horarios | Plano           |

## Política y administración
La administración política de la ciudad se realiza a través de un Ayuntamiento cuyos componentes se eligen cada cuatro años por sufragio universal. Según lo dispuesto en la Ley del Régimen Electoral General, que establece el número de concejales elegibles en función de la población del municipio, la Corporación Municipal de Torrox está formada por 17 concejales.
En las elecciones de 2007 el Partido Socialista Obrero Español de Andalucía obtuvo 6 concejales frente a 5 de Izquierda Unida Los Verdes-Convocatoria por Andalucía, 3 del Partido Socialista de Andalucía, 2 del PIU y 1 del Partido Popular Andaluz.
En las elecciones de 2011 el Partido Socialista Obrero Español de Andalucía obtuvo 6 concejales frente a 5 del Partido Popular Andaluz, 3 de Izquierda Unida Los Verdes-Convocatoria por Andalucía, 2 del PIU y 1 del Partido Andalucista.
Elecciones 2015 : El Partido Popular Andaluz obtuvo 6 concejales superando en un concejal al Partido Socialista Obrero Español que obtuvo 5 concejales, Izquierda Unida Los Verdes-Convocatoria por Andalucía obtuvo 3 concejales PIU 2 concejales y finalmente Plataforma Torrox Unido obtuvo 1 concejal. 
Elecciones 2019: El Partido Popular obtuvo 9 concejales obteniendo por primera vez mayoría absoluta frente al Partido Socialista Obrero Español que obtuvo 4 concejales, 2 de Izquierda Unida y finalmente 2 de Ciudadano. 
Elecciones 2023: El Partido Popular obtiene su segunda mayoría absoluta consecutiva y Oscar Medina se convierte en el primer alcalde de la democracia en repetir un tercer mandato consecutivo. 

### Resultado de las elecciones municipales de 2023
| Candidatura     | Candidatura                              | Votos  | %                               | Escaños                         |
| --------------- | ---------------------------------------- | ------ | ------------------------------- | ------------------------------- |
|                 | Partido Popular (PP)                     | 3412   | 48,53                           | 9                               |
|                 | Partido Socialista Obrero Español (PSOE) | 1910   | 27,17                           | 5                               |
|                 | Con Andalucía (Podemos-IU-MP-IdPA)       | 1090   | 15,5                            | 2                               |
|                 | Vox                                      | 555    | 7,89                            | 1                               |
| Votos en blanco | Votos en blanco                          | 64     | 0,91                            | n/a                             |
| Votos válidos   | Votos válidos                            | 7031   | 100                             | 17                              |
| Votos nulos     | Votos nulos                              | 123    | Participación: \| \| 63.58 % \| | Participación: \| \| 63.58 % \| |
| Votantes        | Votantes                                 | 7154   | Participación: \| \| 63.58 % \| | Participación: \| \| 63.58 % \| |
| Electores       | Electores                                | 11 252 | Participación: \| \| 63.58 % \| | Participación: \| \| 63.58 % \| |
|                 | 63.58 %                                  |        |                                 |                                 |

Anexo:Elecciones municipales en Torrox
| Periodo   | Nombre                                                     | Partido          |
| --------- | ---------------------------------------------------------- | ---------------- |
| 1979-1983 | Ildefonso Mateos Gutiérrez                                 | PSOE-A           |
| 1983-1987 | Félix Castán Baeza                                         | PSA              |
| 1987-1991 | José Castro Sánchez Ildefonso Mateos Gutiérrez             | AP-PDP-UL PSOE-A |
| 1991-1995 | Ildefonso Mateos Gutiérrez José Pérez García Desde 28-3-92 | PSOE-A IULV-CA   |
| 1995-1999 | José Pérez García                                          | IULV-CA          |
| 1999-2003 | Francisco Muñoz Rico                                       | PSOE-A           |
| 2003-2007 | Francisco Muñoz Rico                                       | PSOE-A           |
| 2007-2011 | Antonia Claros Atencia                                     | IULV-CA          |
| 2011-2015 | Francisco Muñoz Rico                                       | PSOE-A.          |
| 2015-2019 | Óscar Medina España                                        | PP-A             |
| 2019-2023 | Óscar Medina España                                        | PP-A             |
| 2023-act. | Oscar Medina España                                        | PP-A             |

### Administración judicial
Torrox es la cabeza del partido judicial número 9 de la provincia de Málaga, cuya demarcación comprende su municipio más otros siete municipios vecinos: Algarrobo, Árchez, Canillas de Albaida, Cómpeta, Frigiliana, Nerja y Sayalonga;  atendiendo a la población en dos juzgados de instrucción y primera instancia.

### Símbolos
Los símbolos oficiales de Torrox son su bandera, su escudo y su lema. Estos fueron aprobados por la Junta de Andalucía el 9 de diciembre de 2008 y se definen por la siguiente descripción:

"Escudo: Escudo cuartelado. Primero de gules, un castillo de oro donjonado, mazonado y aclarado de sable sus ventanas y abierto; segundo de azur, un león de oro rampante, lenguado de gules y coronado del mismo metal, y en sus manos sostiene un estandarte de gules de tres picos; tercero de azur pleno; cuarto de gules pleno. Al timbre el coronel de los Reyes Católicos. Divisa: cinta de oro, rematada de ambos lados, con el título «MUY NOBLE E MUY LEAL VILLA DE TORROX» en letras de sable."

"Bandera: Paño rectangular de proporciones 2:3, dividida en dos franjas horizontales, azul la superior y roja la inferior. Al centro el escudo municipal."

Lema: «TORROX, MEJOR CLIMA DE EUROPA».

## Monumentos y lugares de interés

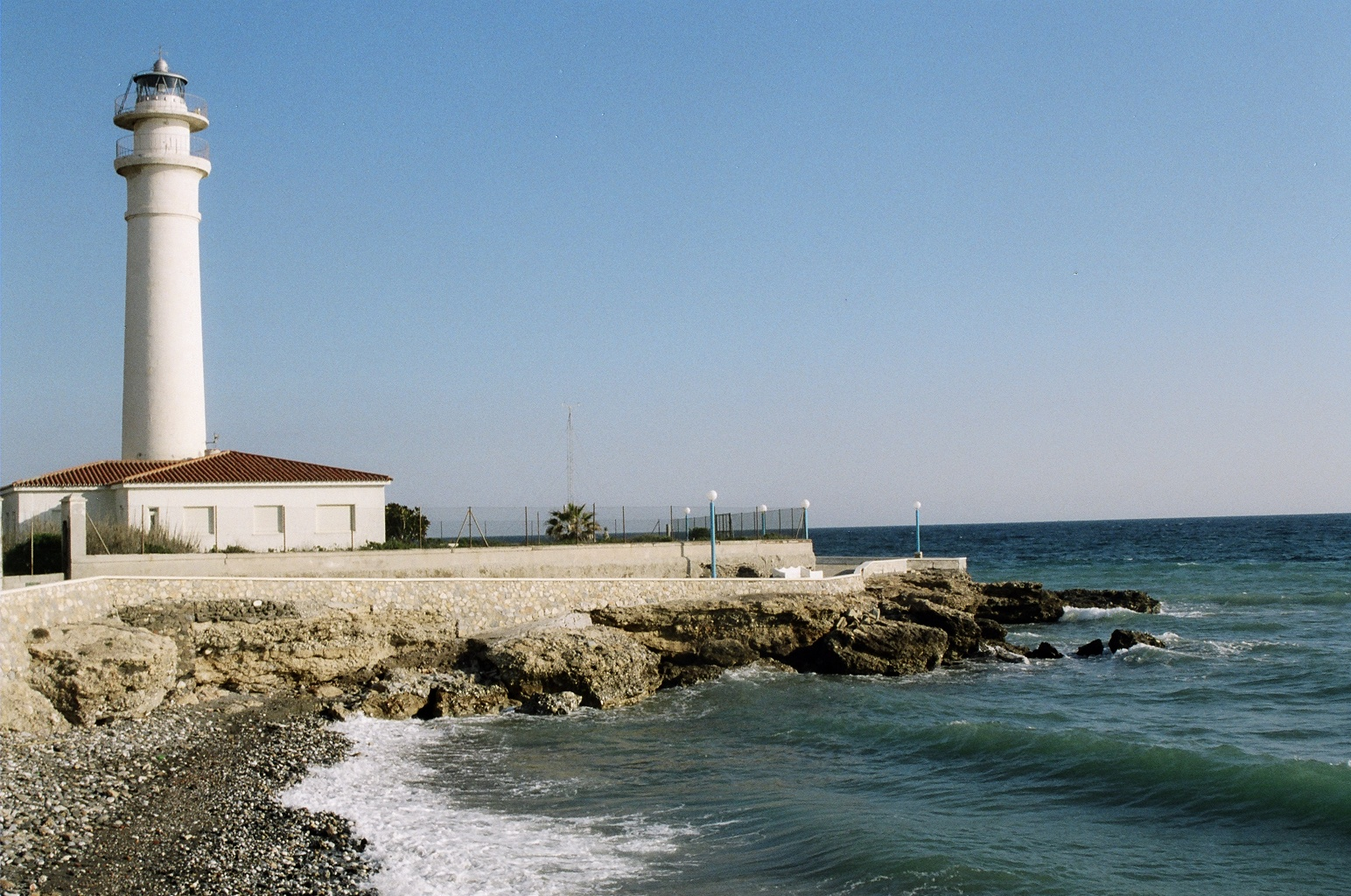
Faro de Torrox

- La Iglesia de Nuestra Señora de la Encarnación, de estructura barroca, cuenta con tres naves, además de su torre de planta cuadrada. Fue fundada en el siglo XV y restaurada en el XVII, se alza sobre la antigua mezquita.
- La Iglesia de San Roque, del siglo XVI. Esta ermita es sencilla, cuenta con una única nave con ábside, coro y espadaña.
- El Convento de Nuestra Señora de las Nieves, de estilo mudéjar, fundado por los Padres Mínimos de San Francisco en el siglo XVI.
- El antiguo ingenio azucarero de San Rafael, anterior al siglo XIX, uno de los más grandes de la provincia de Málaga. Ubicado en la zona de La Rabitilla.
- El acueducto de La Granja, utilizada hasta el siglo XIX.
- El hospital de San José, del siglo XVIII, demolido hacia el año 2002. Solo se conserva la escultura en piedra de San José que presidía la fachada principal.
- Palacio o casa de la Joya, levantada en 1863, albergó al rey Alfonso XII durante una visita que hizo con ocasión de un terremoto que castigó a una parte de la Axarquía.
- Varios edificios que datan de la época musulmana, como el torreón árabe o la casa de la Inquisición.
- Las ruinas romanas, situadas en las cercanías del Faro de Torrox, en Torrox Costa. Este yacimiento corresponde a la población romana conocida como Clavicum o Caviclum, fundada en el siglo I y que estuvo habitada hasta comienzos del siglo VIII. Allí se encuentran restos de una villa, una necrópolis, termas, piletas de garum y hornos de cerámica común.
- Las torres de vigilancia de la época musulmana, una en el Peñoncillo y otra en El Morche (Torre Güi).
- Otros edificios singulares son la Aduana y Casa de la Moneda, del siglo XVIII.

## Cultura

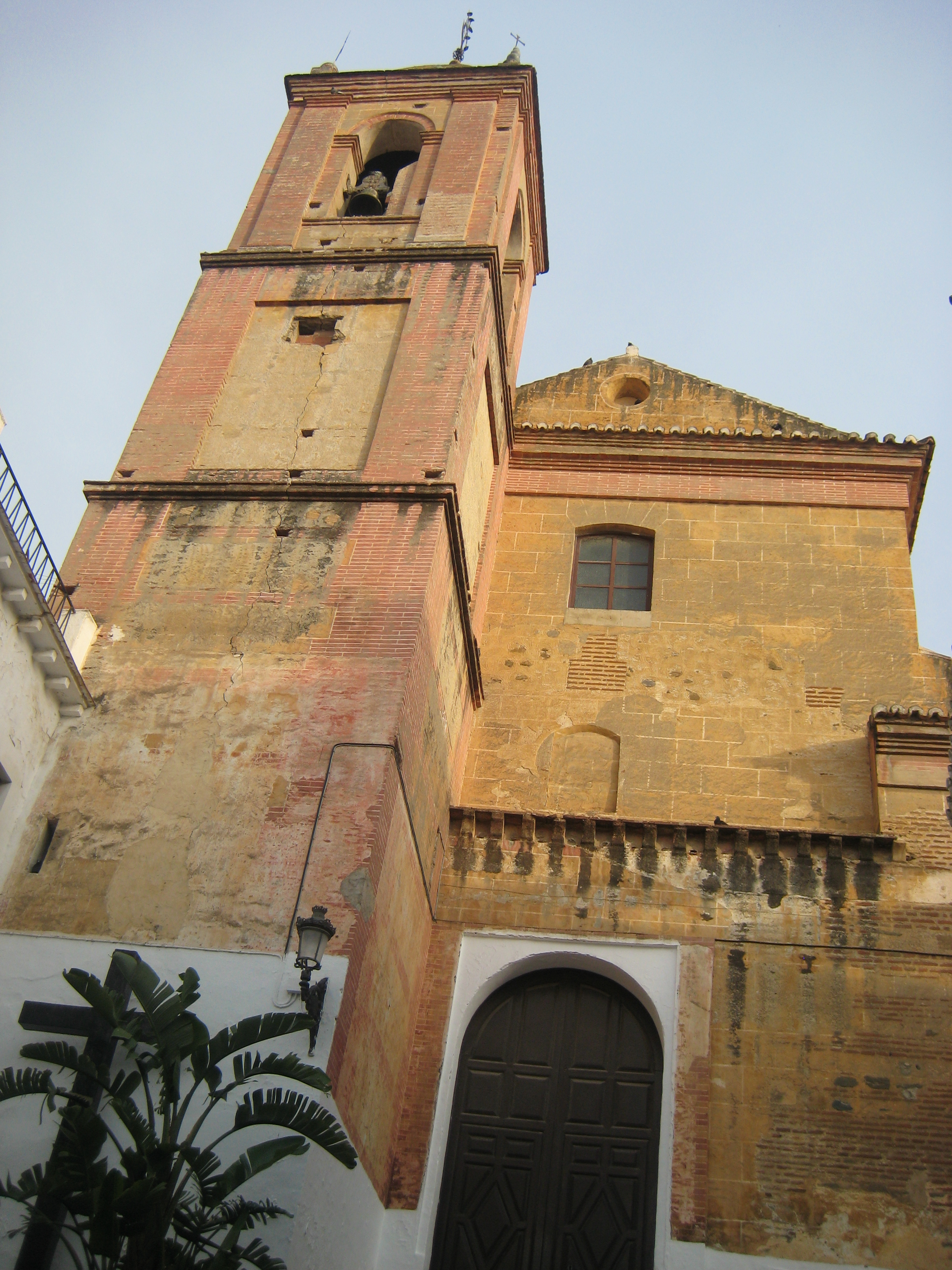
Iglesia de Nuestra Señora de la Encarnación.

### Fiestas
- En febrero se celebra el Carnaval. Con su concentración de murgas. Siempre hay un mínimo de 3 agrupaciones.
- La feria se celebra el primer fin de semana de octubre
- El día de las migas, declarado como fiesta de interés turístico nacional, se celebra el último domingo antes de Navidad. Las migas son un plato tradicional elaborado con aceite, ajos pelados, agua, harina de sémola y sal, acompañado de ensaladilla arriera, compuesta por naranjas, tomates, cebollas, bacalao, aceitunas, aceite de oliva, sal y vinagre, y de vino del terreno. Fueron las bracerías y las tornapeón las formas habituales de trabajo en este pueblo. Cuando estaban los trabajadores en la viña u olivar, y llegaba la hora del almuerzo, el patrón desde el cortijo, tocaba la caracola e indicaba así que las migas estaban listas. La fiesta de las migas empezó a celebrarse en 1980 y la Consejería de Turismo y Deporte estableció mediante resolución de 20 de abril de 1999, de la Dirección General de Fomento y Promoción Turística, la declaración de Fiesta de Interés Turístico Nacional de Andalucía.
- Las Cruces de Mayo y Semana SantaPatrona del Municipio

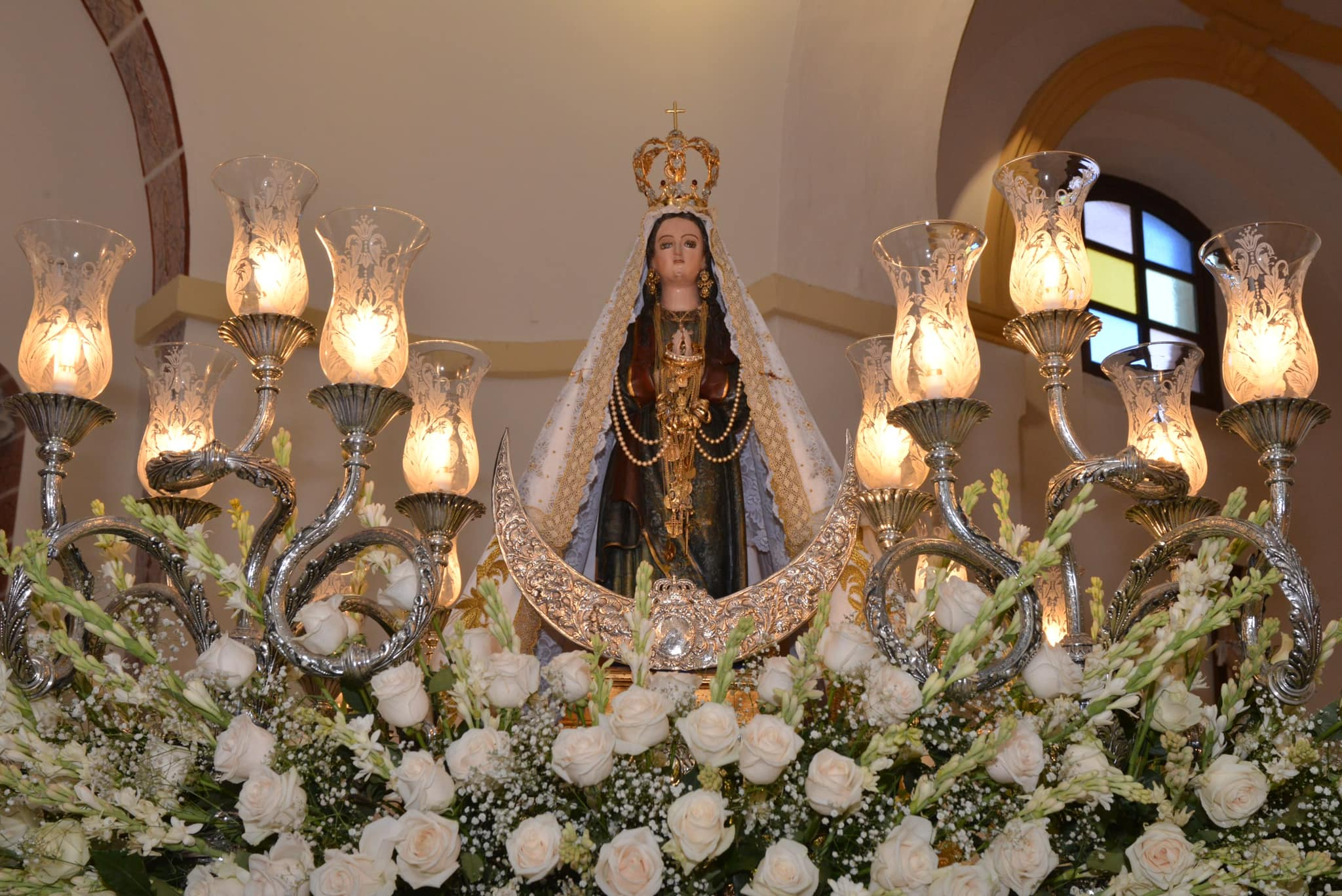
Patrona del Municipio

- El 5 de agosto se celebra la fiesta en honor a los santos patrones del pueblo, la Virgen de las Nieves y san Roque, unido al Festival de Coros y Danzas Internacional
- La segunda semana de agosto se celebra la feria de El Morche y el 15 de agosto la procesión marítimo-terrestre de Ntra Sra la Virgen del Carmen.
- La romería de San Antonio se celebra alrededor del 13 de junio
- La romería de San Roque, se celebra el 26 de agosto, en 2006 tuvo lugar su primera edición con el objetivo de recaudar fondos para restaurar el tejado de la iglesia Ntra. Sra. de la Encarnación. Esta romería coincide con el Día del Turista en el que el turista es el protagonista y en el que tienen lugar diversas actividades para el disfrute de todos los visitantes
- El 24 de junio es costumbre pasar la noche en la playa para celebrar la verbena de San Juan
- Al final de la primera semana de septiembre se celebra la candelaria: la gente se va a los cortijos a pasar el fin de semana con los amigos, comiendo y bebiendo, y por la noche se quema una gran hoguera en cada cortijo. Se dice que su origen está relacionado con la celebración del fin de la vendimia.

### Artesanía
Torrox también ha sido un pueblo dedicado a la artesanía, siempre destinada a las necesidades utilitarias de los trabajadores del campo. En la cestería domina la caña, esparto, palma y vareta de olivo. 
En la albardonería, guarnicionería y talabartería trabajan las telas y el cuero para aparejos. Anea, pita y cuero son las tres formas más habituales de sillas artesanales.
La fragua mantiene su carácter histórico, forjándose apliques, balcones, barandas y forjas del campo, como amocafres, azadones, piochas y picos. 
Además debe agregarse la enorme gama de artesanías modernas que se exponen y venden principalmente en el Mercado Artesanal del Paseo Marítimo durante los meses de verano.

### Gastronomía
La gastronomía de este municipio es muy variada, aunque como plato típico destacan las famosas migas. Este es un plato muy sencillo e importante para el pueblo, pues es una gran tradición culinaria Torroxeña, a las que les han dedicado incluso un día de fiesta, el día de las migas, donde se acostumbra a repartir este delicioso plato a los miles de visitantes que vienen a degustarla, acompañadas de la típica ensalada arriera, otro plato típico de Torrox. Algunas delicias que destacan de este pueblo también son: la ensalada arriera, dicha anteriormente; el potaje de hinojos o los jureles fritos que pueden degustarse en cualquier chiringuito de la costa.